# Saanenmöser (pas)
De Saanenmöser is een Zwitserse pas in het Saanenland / kanton Bern in het gelijknamige dorp van de gemeente Saanen. De Nationalstrasse 11 loopt over de pashoogte (1279 m), die 7,5 km voor de eigenlijke pas begint bij het 332 meter lager gelegen Zweisimmen en dan over 6,6 km verdergaat met een afdaling van 268 meter hoogteverschil tot de plaats Saanen. De maximale stijging tot Zweisimmen is 7,3%; aan de andere zijde is de maximale helling 6,1%. Naast de weg loopt het traject (met de 90 m lange Scheiteltunnel) van de Montreux-Berner Oberland-Bahn. De pas heeft het kleinste hoogteverschil in het Berner Oberland.
Albrun · Albula · Alpe Gesero · Bernina · Brünig · Chasseral · Croix · Ferret · Flüela · Forclaz · Furka · Furggu · Gemmi · Glas · Glaubenberg ·  Glaubenbüelen · Gries · Grimsel · Grote Scheidegg · Grote St.-Bernhard · Gurnigel · Gueulaz · Jaun · Julier · Klausen · Kleine Scheidegg · Kunkel · Lenzerheidepas · Livigno · Lukmanier · Maloja · Moosalp · Morgins · Mosses · · Saanenmöser · Neggia · Nufenen · Oberalp · Ofen · Pillon · Planches · Pragel · San Bernardino · Sanetsch · Schallenberg · Simplon · Sint-Gotthard · Splügen · Susten · Umbrail · Vue des Alpes · Wolfgang